# Michael Manring
Michael Manring (Annapolis (Maryland), 27 juni 1960) is een Amerikaanse bassist en toetsenist.

## Biografie
Michael Manring werd geboren in Annapolis (Maryland), Maryland als jongste van vier kinderen. Zijn familie woonde in Norfolk (Virginia) en verhuisde in 1969 naar de buitenwijken van Washington D.C. De Manrings waren muzikaal gezien een zeer actieve familie en vormden een zeer vruchtbare achtergrond voor Michaels muzikale ontwikkeling. Hij en zijn broer Doug - een gitarist en drummer, die later lange tijd in Japan woonde, vormden op de middelbare school een zeer actieve ritmegroep en waagden zich aan jazzrock en fusion, rockklassiekers spelen op bierfeesten of popstandards in restaurants en op bruiloften. Manring was een leerling van bassist Peter Princiotto uit Spring Hill, Virginia. Hij begon eind jaren 1970 te studeren aan de Berklee College of Music in Boston, Massachusetts, maar beëindigde zijn studie in 1979 vanwege de zware werkdruk die hij al had. Hij toerde met verschillende bands, zoals de Prog Rock band However. Tijdens zijn tijd op het Berklee College gebruikte hij elke gelegenheid om met zeer verschillende muzikanten en bands te spelen. In de jaren 1980 studeerde en toerde hij met Jaco Pastorius en begon hij zijn eigen stijl te ontwikkelen.
Naast een lange periode in de jaren 1980 als huis-bassist voor Windham Hill Records, heeft Manring opnamen gemaakt met Spastic Ink, Alex Skolnick (in de bands Skol-Patrol en Attention Deficit, ook met Tim Alexander van Primus), Larry Kassin, Tom Darter, Steve Morse, David Cullen, Alex de Grassi, Will Ackerman en vele andere bekende muzikanten. Hij was de headliner van zijn eigen band Montreux gedurende de jaren 1980. Hij is vanaf het begin lid geweest van Yo Miles!, Henry Kaiser en de Miles Davis tributeband van Wadada Leo Smith. In 1994 werd Manring uitgeroepen tot «Bassist van het jaar» door de lezers van het tijdschrift Bass Player. Manrings naam is ook verbonden met die van fingerstyle-gitarist Michael Hedges, die een beste vriend en medemuzikant was. Manring toerde uitgebreid met Hedges en speelde op alle Hedges-albums, behalve een. Manring staat bekend als een bescheiden en gracieuze live-artiest, met een talent voor improvisatie met gastmuzikanten.
Sinds 2005 maakt Manring deel uit van de band DeMania met gitarist Alex de Grassi en percussionist Christopher Garcia. Manring blijft actief en toert de wereld rond voor optredens en clinics. Hij woont in Oakland (Californië).

## Muziek en muzikale invloeden
Door zijn associatie met het Windham Hill label werd Manring vaak gezien als een new age muzikant. Hij ziet zichzelf niet als behorend tot een bepaalde stijl of genre en maakt vaak grappen over het categoriseren van zijn muziek. Zijn album Thonk noemde hij bijvoorbeeld het eerste new age - death metal - fusion album. Manring heeft een gedegen muzikale kennis en gebruikt de bas als solo-instrument meestal in afwisselende stemmingen, met extra mogelijkheden en patronen die direct worden opgeroepen met door hendel geactiveerde de-tuners en bruggen, een beetje zoals een pedal steel guitar. Hij wil laten zien dat de elektrische bas muzikaal rijk en expressief gebruikt kan worden. Manring speelt af en toe op twee (of zelfs drie of vier) bassen tegelijk tijdens live optredens. Manring is ook een componist van experimentele muziek, mengtechnologie en fretloze bas met de klanken van keukengerei en kartonnen dozen, zoals blijkt uit zijn soloalbum Book of Flame. Hij is een technisch virtuoos en gebruikt zijn bas over het algemeen op heel verschillende manieren. Meestal speelt hij een fretloze bas, wat hem voldoende mogelijkheden geeft om toon en toonhoogte te veranderen, net als op een akoestische bas. Manring is ritmisch zeer veelzijdig en gebruikt vaak polyritmes. Hij zij dingen te doen op de elektrische bas die nog niet eerder zijn gedaan, bijna onmogelijk zijn en illegaal in de meeste staten. Een unieke techniek die door Manring wordt gebruikt, is het gebruik van Hipshot D-tuners om de stemming van een of meer snaren te veranderen tijdens het spelen van een stuk.

## Uitrusting
Manring speelt een standaard basgitaar van Zon Guitars, de zogenaamde Zon Hyperbass, een zeer flexibel instrument, ontwikkeld door Joseph Zon en Manring. Speciale stemknoppen en een speciale brug maken onmiddellijke stemmingswisselingen mogelijk van zowel enkele snaren als van alle snaren tegelijk door de actie van verschillende kleine hendels, een systeem als dat van de TransTrem gitaar. De ontwikkeling van dit bijzondere model werd veroorzaakt door Manrings gebruik van open stemmingen. Toen Manring tijdens het spelen de stemmingen begon te veranderen door de pinnen te draaien tijdens het spelen, realiseerde hij zich al snel de beperkingen van deze benadering. Eerst probeerde hij deze beperkingen te overwinnen door een normale Music Man Sting Ray Bass te veranderen, maar begon toen de Hyperbass met Zon te ontwikkelen. De Hyperbass heeft Bartolini pickups voor elke snaar en vier Fishman transducers voor de lichaamssignalen van de instrumenten. Behalve de Hyperbass gebruikt Manring een hele reeks instrumenten. 

## Discografie

### Solo
- 1986: Unusual Weather (Windham Hill Records)
- 1989: Toward the Center of the Night (Windham Hill)
- 1991: Drastic Measures (Windham Hill)
- 1994: Thonk (High Street Records)
- 1995: Up Close 21 (Windham Hill/High Street/Boston Acoustic)
- 1998: The Book of Flame (Alchemy)
- 2005: Soliloquy (Manthing)[6]
- 2020: Small Moments (Manthing)[7]

### Samenwerkingen
Met Michael Hedges
- 1981: Breakfast in the Field (Windham Hill)
- 1984: Aerial Boundaries (Windham Hill)
- 1986: Watching My Life Go By (Open Air)
- 1987: Live on the Double Planet (Windham Hill)
- 1990: Taproot (Windham Hill)
- 1996: Oracle (Windham Hill)
- 1999: Torched (Windham Hill)
- 2000: Michael Hedges – The Best of Michael Hedges (Windham Hill)
- 2001: Beyond Boundaries – Guitar Solos (Windham Hill)
- 2003: Platinum & Gold Collection (RCA Victor)
- 2006: Pure Michael Hedges (RCA)

Met Calum Graham
- 2016: Farewell (Studio AD/TL Studios)

Met Danny Heines
- 2001: What Worlds They Bring (Vadadisc)

Met Alex Skolnick
- 1997: The Skol-Patrol (Pluto-Bound)

Met Montreux
- 1985: Chiaroscuro (Windham Hill)
- 1987: Sign Language (Windham Hill)
- 1989: Let Them Say (Windham Hill)

Met Jim Stinnett en Grant Stinnett
- 2008: Project M (Stinnett)
- 2009: Dance of the Bottom Feeders (Stinnett)
- 2011: Welcome to Our Clef (Stinnett)
- 2012: Convergencia (Stinnett)

Met John Gorka
- 1991: Jack's Crows (High Street)
- 1992: Temporary Road (High Street)
- 1994: Out of the Valley (High Street)
- 1996: Between Five and Seven (High Street)
- 1998: After Yesterday (Red House)
- 2001: Company You Keep (Red House)
- 2006: Writing in the Margins (Red House)

Met Paolo Giordano
- 1994: Paolo Giordano (Step Musique/New Sounds)
- 2000: Kid in a Toy Shop (Step Musique/New Sounds)

Met Turtle String Island Quartet
- 1995: By the Fireside (Windham Hill)

Met Attention Deficit
- 1998: Attention Deficit (Magna Carta)
- 2001: The Idiot King (Magna Carta)

Met Jeff Loomis
- 2008: Zero Order Phase (Century Media)

Met Yo Miles
- 1998: Yo Miles! (Shanachie Records)
- 2004: Sky Garden (Cuneiform Records)
- 2005: Upriver (Cuneiform)

Met Sadhappy
- 1998: Good Day Bad Dream (Periscope)
- 2005: Outerspaces (Periscope)

Met Norm Stockton
- 2009: Tea in the Typhoon (Stocktones)

Met Scott McGill en Vic Stevens
- 2001: Addition by Subtraction (Free Electric Sound)
- 2003: Controlled by Radar (Free Electric Sound)
- 2006: What We Do (Free Electric Sound)

Met Larry Kassin en Tom Darter
- 2001: Scatter (MKD Music)

Met David Cullen
- 2001: Equilibré (Solid Air)

Met Human Factor
- 2002: Human Factor (Human Factor)

Met Euro Groove Department
- 2005: Optical Illusion

Met At War With Self
- 2005: Torn Between Dimensions (Free Electric Sound)

Met DeMania
- 2006: DeMania (Tropo)

Met Jonni Lightfoot
- 2006: "BLU" (DreamAttik Productions)

Met Jeff Dodd
- 2007: Falling Awake (Aesthetic)

Met Jeff Titus
- 2007: Wood Dragon (Musician101 Music)
- 2011: What We Don't Know (Jeff Titus Music)

Met Brad Hoyt en Jeff Titus
- 2013: Restive Nocture (Harp Guitar Music)

Met Jim Matheos
- 1999: Away Met Words

Met Yves Carbonne en Dominique Di Piazza
- 2005: Carbonne – Di Piazza – Manring

Met Justin King (als King West Manring Vamos)
- 2008: I-XII

Met Cyril Achard
- 2008: A Place in Time

Met Sándor Szabó
- 2010: Inner Smile (Indie Europe/Zoom)

Met Lukas Ligeti
- 2011: Pattern Time (Innova Records)

Met Terror Syndrome
- 2008: Terror Syndrome

Met Kevin Kastning
- 2013: "In Winter" (Greydisc Records)

Met Shambhu
- 2010: "Sacred Love" (Acoustic Shine)
- 2016:  "Soothe" (Acoustic Shine)

Met Marco Maggiore
- 2014: PassWords (M81Productions)

Met Tim Jordan Kirtan
- 2015: Heart and Spirit (Dharmapala Records[8])

Met Vectrexcentricity
- 2016: Lifelike Boy Android (H(i)nds(i)ght)

### Compilaties
Windham Hill
- 1982: An Evening with Windham Hill Live
- 1985: Windham Hill – Winter
- 1985: Windham Hill Sampler '86
- 1985: Windham Hill Sampler '85
- 1986: A Winter's Solstice II
- 1989: Windham Hill Radio Sampler I
- 1990: Windham Hill – The First Ten Years
- 1990: A Winter's Solstice III
- 1990: Restore the Shore
- 1991: Windham Hill Sampler '92
- 1991: Windham Hill Guitar Sampler II
- 1993: A Winter's Solstice IV
- 1995: Heal the Bay
- 1996: Sanctuary – 20 Years of Windham Hill
- 1996: Redbook Relaxers – Daybreak
- 1996: Redbook Relaxers – Dreamscape
- 1996: Carols of Christmas
- 1997: Summer Solstice – A Windham Hill Collection
- 1997: Redbook Relaxers – Lullabies
- 1997: Redbook Relaxers – Dinner Party
- 1997: Redbook Relaxers – Between Friends
- 1997: Redbook Relaxers – After Hours
- 1997: Redbook Relaxers – Piano Reflections
- 1998: Thanksgiving – A Windham Hill Collection
- 1998: Yoga Zone – Music for Yoga Practice
- 1998: Conversations with God II
- 1999: Sun Dance – Summer Solstice III
- 2000: Windham Hill Classics – Morning
- 2000: Windham Hill Classics – Journeys
- 2000: Windham Hill Classics – Harvest
- 2000: Windham Hill Classics – Angels
- 2000: The Mozart Variations
- 2002: Spirit of Life
- 2003: Windham Hill Chill II
- 2003: Prayer – A Windham Hill Collection
- 2003: Adagio – A Windham Hill Collection
- 2003: A Winter's Solstice V
- 2003: A Windham Hill Wedding Album
- 2004: Winter Wonderland – A Windham Hill Collection
- 2004: Lullaby – A Windham Hill Collection
- 2005: A Quiet Revolution – 30 Years of Windham Hill
- 2005: Essential Winter's Solstice

BMG
- 1997: Twilight Jazz
- 1997: Meditation – Revive
- 1997: Candlelight Moments – Romantic Moments
- 1997: Candlelight Moments – Meditative Moments
- 1998: Moonlight Reflections
- 1998: Quiet Moods – Romantic Reflections
- 1998: Quiet Moods – Meditative Moments
- 2000: New Age Christmas
- 2000: Awake
- 2000: Yoga – Energy
- 2000: Yoga – Balance Energy and Strength
- 2001: Meditation – Relax Restore and Revive
- 2002: Meditation – Renew
- 2002: Meditation – Relax

Andere labels
- 1994: We Sing to Open Ears (High Street)
- 1996: Different Mozart (Philips)
- 1997: Heritage (Polygram )
- 1997: A Very Green Christmas (Seventh Wave)
- 1999: Moonlight Moments (Columbia River)
- 1999: Soundscape – New Age Reflections (Delta/BMG)
- 1999: Bass Talk, Vol. 6 (Hot Wire)
- 1999: Bass Day '98 (Hudson Music)
- 2000: Dreamscape (Delta)
- 2003: Guitar Harvest I (Solid Air)
- 2004: Healing Garden – The Art of Relaxation (Madacy)
- 2005: Brazil Duets (Adventure Music)
- 2006: Woodsongs: An Acoustic Guitar Collection (New Land Music)
- 2010: The Quantum Activist Soundtrack (Bluedot Productions)

### Video
- 1996: Bass Essentials (Hot Licks)
- 1998: The Artist’s Profile: Michael Manring (Ecliptic productions)
- 1998: Bass Day '98 (Hudson Music)
- 2000: Michael Manring: Instructional Bass (Video, Hal Leonard)
- 2008: Michael Manring: Resonances (DVD, Resonance Prod LLC/Michael Manring)
- 2009: The Quantum Activist Documentary Soundtrack (Bluedot Productions)

- Bibliothèque nationale de France: cb139662758 (data)
- Gemeinsame Normdatei: 134454472
- International Standard Name Identifier: 0000 0000 7839 8590
- Library of Congress Control Number: n92032672
- MusicBrainz: 211f3cd4-6d55-4933-834c-889ad817e755
- Nationale Bibliotheek van Tsjechië: mzk2009511994
- Nationale Bibliotheek van Israël: 987007411155405171
- Nederlandse Thesaurus van Auteursnamen: 073324388
- Système universitaire de documentation: 250667541
- Virtual International Authority File: 100847827
- WorldCat: E39PBJmXDB6BM7gWwtjpWkM9Dq